# Бэйли, Крис
Крис Бейли (род. 1989) — канадский писатель и консультант по вопросам продуктивности.

## Биография
Родился в городе Ред-Дир, шт. Альберта, Канада. Вырос в Белвилле, шт. Онтарио. Впервые заинтересовался темой продуктивности ещё в средней школе, прочитав книгу Дэвида Аллена 2001 года "Как привести дела в порядок: искусство продуктивности без стресса" (Getting Things Done). Переехал в Оттаву, где поступил в Карлтонский университет, который и окончил в 2013 году (Школа бизнеса Спротта).

## Проекты

### Продуктивность
После колледжа начал исследования и эксперименты над собой по повышению производительности труда, документируя свой опыт в блоге 'A Year of Productivity (позже переименован в A Life of Productivity).
Выводы и опыт, извлеченные из этих экспериментов, а также из интервью с другими экспертами в этой области, были включены в книгу Бэйли The Productivity Project 2016 года , ставшей канадским бестселлером 2016 года, в том числе в аудио-форме. Книга вошла в список бестселлеров менеджменту и бизнесу 2016 года по версии The Globe and Mail. Положительную оценку книге дал журнал Fortune (2016). Перевод на китайский стал бестселлером по финансам на Тайване.
Некоторые принципы, изложенные в книге, Бэйли почерпнул из трудов когнитивного нейробиолога Даниэля Левитина.
В 2016 году выступил с докладом «A More Human Approach to Productivity» на канале TEDxLiverpool.

### Гиперфокус
Вторая книга Бэйли Hyperfocus была опубликована издательством Viking Press в 2018 году. В книге содержатся рекомендации по удержанию и контролю внимания для повышения производительности. В 2019 году в издательстве «Альпина Паблишер» вышел перевод на русский.

## Семья
Живёт в Кингстоне, Онтарио, со своей невестой Ардин Нордстрем.